# Sverre Hansen (piłkarz)
Sverre Hansen (ur. 23 czerwca 1913 w Larviku, zm. 22 sierpnia 1974 tamże) – norweski piłkarz grający na pozycji pomocnika. W swojej karierze rozegrał 15 meczów w reprezentacji Norwegii i strzelił w nich 7 goli.

## Kariera klubowa
W swojej karierze piłkarskiej Hansen grał w klubie IF Fram Larvik.

## Kariera reprezentacyjna
W reprezentacji Norwegii Hansen zadebiutował 11 czerwca 1933 roku w zremisowanym 2:2 meczu mistrzostw nordyckich z Danią, rozegranym w Kopenhadze. W 1936 roku zdobył brązowy medal na igrzyskach olimpijskich w Berlinie. W 1938 roku został powołany do kadry na mistrzostwa świata we Francji, jednak nie rozegrał na nich żadnego meczu. Od 1933 do 1936 roku rozegrał w kadrze narodowej 15 meczów i strzelił w nich 7 goli.